# (3209) Buchwald
Pour les articles homonymes, voir Buchwald.
(3209) Buchwald est un astéroïde de la ceinture principale.

## Description
(3209) Buchwald est un astéroïde de la ceinture principale. Il fut découvert le 24 janvier 1982 à la station Anderson Mesa par Edward L. G. Bowell. Il présente une orbite caractérisée par un demi-grand axe de 2,19 UA, une excentricité de 0,05 et une inclinaison de 5,2° par rapport à l'écliptique.

## Compléments